# Wallapop

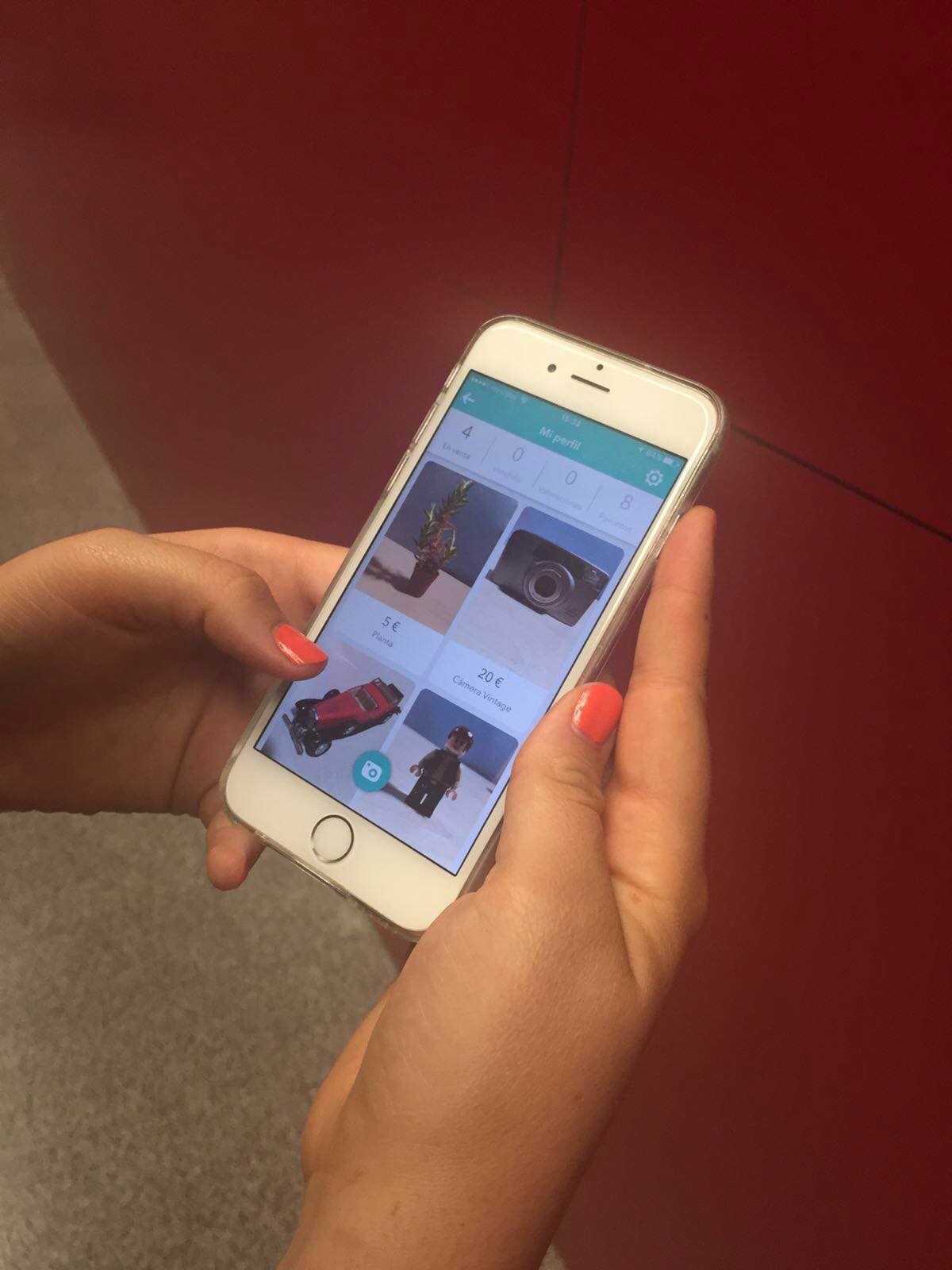
Usuari de Wallapop mitjançant l'ús de l'app.

Wallapop Spain és una empresa emergent catalana fundada el 2013 dedicada a la compra i venda de segona mà geolocalitzada a través de l'aplicació mòbil en funció de la proximitat respecte a la posició de l'usuari.
Es troba disponible tant per a IOS a l'App Store i Android en la Play Store de manera gratuïta i, segons la seva valoració, es recomanada a partir dels 17 anys.

## Història
L'aplicació Wallapop neix com una empresa emergent espanyola el 2013 de la mà dels emprenedors Agustín Gómez, Gerard Olivé (BeRepublic) i el valencià Miguel Vicente (Letsbonus). El seu propòsit és ser un negoci d'economia col·laborativa entre particulars de manera que renoven les tendències d'apps amb un sistema de geolocalització que ofereix la compra/venda de proximitat mitjançant un xat instantani. Xavier Oliver, professor de màrqueting de l'IESE afirma que Wallapop «ha canviat la manera de veure molts aspectes de la vida quotidiana d'una societat que fins ara estava acostumada a acumular».
L'abril del 2014 l'empresa va firmar un acord media for equity amb AtresMedia. Aquesta assolia una petita proporció d'accions de Wallapop a canvi de fer-los un anunci. Es va contractar l'agencia Drop&Vase que van fer un spot amb el tema “Súbelo, súbelo” de Mariel Mariel el qual va ser un èxit en la televisió espanyola.
L'any 2015 Wallapop fou l'empresa amb major ingrés de capital d'Espanya amb un valor de 1.000 milions de dòlars. Entitats com Caixa Capital Risc, Bonsai Venture Capital, ESADE Ban, Antai, Grupo Godó i Grupo Zeta van aportar 1,6 milions d'euros en capital llavor, el que significa que aquestes donen suport al negoci durant la seva fase de creació fins que aconsegueix generar el seu propi cash flow.
Aquest mateix any, per evitar l'ús fraudulent van introduir la funcionalitat de scoring entre els usuaris: valoracions que fan els usuaris dels uns als altres i també la validació del perfil.
En el 2016 l'empresa es va llançar als Estats Units amb el propòsit de competir amb grans gegants del sector com eBay. Abans ho havia intentat a França, Anglaterra i Mèxic sense èxit.
El futur de l'aplicació és incert, alguns especialistes afirmen que l'app no pot existir de manera gratuïta indefinidament. La cap d'operacions Edurne de Oteiza en l'edició del 2016 del Mobile World Congress va dir que l'aplicació continuarà sent gratuïta tot i que continuen explorant l'opció d'oferir serveis premium a la llarga. També existeix la possibilitat que l'empresa sigui venuda a un competidor major o a un gegant tecnològic que integri el producte dins dels seus serveis.

## Funcionament
Cada usuari disposa d'un perfil on pot penjar allò que vol vendre i on s'informa a la resta de visitants dels anuncis que hom ven, el nombre de transaccions fetes mitjançant Wallapop i la valoració que els compradors i/o venedors n'han fet per mor de les transaccions celebrades.

### Compra
En obrir l'aplicació els objectes en venda que es troben més a prop de l'usuari s'enymeren i són il·lustrats amb una imatge, acompanyada del títol d'allò que és posa al la venda i el preu  que el venedor considera. Hi ha una barra de cerca  a la part superior de la pantalla acompanyada d'opcions de filtratge que permeten restringir els resultats mostrats a la cerca segons el preu, la ubicació o distància, la data de publicació, o la categoria del producte i servei.
Els venedors poden afegir un text descriptiu a cada anunci  i es mostra la ubicació aproximada del perfil venedor sobre un mapa. El comprador és informat també del nombre d'usuaris que tenen marcat  l'article com a favorit i el nombre de visualitzacions. A la part inferior de la pantalla s'hi troba l'opció "Chat" que redirigeix al potencial comprador a una conversa en text amb el venedor per tal de comprar l'article.
Els productes es poden afegir a una llista de favorits i es poden compartir a través de les xarxes socials. Disposa d'una opció per a denunciar productes inadequats a les polítiques de Wallapop.

### Venda
Els usuaris tenen l'opció de pujar anuncis il·lustrant-los amb diverses fotografies, un títol i una descripció. També cal estipular un preu i la categoria a la qual adscriure. Es poden indicar altres detalls com la possibilitat de realitzar intercanvis, de negociar el preu o d'enviar els productes per sistemes de missatgeria entre elles Correos (a Espanya).
La venda està pensada per a realitzar-se en persona i el pagament en efectiu.

## Model de negoci
No existeix un model de negoci de Wallapop, és a dir, actualment és gratuït per als usuaris i no té ingressos. És el que passa amb la majoria de empreses emergents, que se centren primer en la captació d'usuaris i en l'expansió internacional. És molt similar als inicis del model de negoci del Facebook.
La plataforma és finançada per inversors que aposten per ella. En els seus inicis, Wallapop va rebre 1,5 milions d'euros d'Antai, de Caixa Capital Risc, Bonsai i EsadeBan. Després, va signar acords d'intercanvi de publicitat per accions amb els grups de comunicació Godó, Zeta i Atresmedia. L'estiu de 2014, el fons Accel Partners va entrar-hi amb 3,5 milions d'euros. A finals d'abril de 2015, Wallapop tancava la seva segona ronda internacional d'ampliació de capital en la qual va aconseguir 40 milions de dòlars (38 milions d'euros), cosa que li va permetre reforçar la seva presència en mercats com el dels Estats Units. L'operació es va produir en dues fases, al gener i a l'abril, i hi van entrar els fons internacionals Insight Ventrue Partners i Accel Partners, que ja era accionista des del mes de juny de 2014. A mitjans de maig de 2015, un mes després de tancar la segona ronda, la plataforma anunciava que buscava 90 milions d'euros amb la intenció, sobretot, d'expandir-se al mercat nord-americà.
El model de Wallapop funciona perquè ha nascut en un entorn on l'smartphone està sempre connectat i a la mà de l'usuari (el que es diu entorn mobile first). Se centra en un públic jove que ha nascut amb les noves tecnologies i es desenvolupa perfectament dins un smartphone. En aquest sentit, contrasta amb el model de, per exemple, eBay, que es basa en els ordinadors de sobretaula, les compres a llarga distància i pagament online (bancaris o PayPal). Per la qual cosa, la manera de comprar de l'usuari és diferent.
Podem definir tres vies hipotètiques de monetització de l'empresa emergent:
- Els anuncis de tercers, com bàners o productes patrocinats. Aquesta podria ser la manera més fàcil de generar ingressos, però existeix el dubte davant la possibilitat que això acabés amb l'essència de l'aplicació, ja que els anuncis distraurien l'usuari del seu focus i provocarien el seu rebuig.
- Comissions per transaccions. És a dir, cobrar comissions per cada transacció feta entre usuaris. Es pensa, però, que aquest model tampoc seria l'adequat degut a la forma en què funciona Wallapop, és a dir, entre només dos usuaris i sense l'entrada d'un tercer.
- Els anuncis destacats. Que l'usuari pagui perquè el seu producte es trobi destacat i davant la resta, de manera que els altres usuaris el vegin abans i tingui més possibilitats d'èxit. Aniria dirigit als usuaris que en fan més ús, que venen més productes i que estan disposats a pagar un petit preu. Dels tres models, aquest és el que més s'adequa a la naturalesa de l'aplicació i no afectaria negativament al creixement d'usuaris.[13]

## Controvèrsies
Malgrat els filtres pels quals passen els objectes en venda, diversos són els casos existents de productes il·legals venuts a través d'aquesta famosa aplicació. Armes, animals, falsificacions, alcohol o fins i tot medicaments han fet que la Policia, el Ministeri de Sanitat i l'Agència Espanyola del Medicament alertin del perill que això suposa i de les greus conseqüències a les que s'exposen al vendre-ho, ja que la multa pot oscil·lar entre els 30.001 i els 90.000 euros.
Per motius de seguretat, no és recomanable donar informació personal i les polítiques de privacitat de Wallapop estableixen que és preferible per als menors de 18 anys tinguin el consentiment previ dels seus pares o tutors legals.